# Steve Trittschuh
Stephen Trittschuh, né le 24 avril 1965 à Granite City dans l'Illinois, est un ancien joueur international américain de soccer ayant évolué au poste de défenseur, avant de devenir entraîneur.

## Biographie

### Carrière de joueur

#### Carrière en sélection
Avec l'équipe des États-Unis, il joue 38 matchs (pour 2 buts inscrits) entre 1987 et 1995. Il figure notamment dans le groupe des sélectionnés lors de la coupe du monde de 1990. Lors du mondial, il joue un match contre la Tchécoslovaquie.
Il participe également aux JO de 1988, ainsi qu'à la Gold Cup de 1991.
Il joue enfin la Coupe du monde de futsal en 1989.

## Palmarès
États-Unis
- Gold Cup (1) :
  - Vainqueur : 1991.